# Вінницький край (журнал)
«Ві́нницький кра́й» — комунальний друкований засіб масової інформації, засновниками якого є Вінницька обласна рада та обласна державна адміністрація.

## Історія та спрямованість
Заснований у грудні 2003 року, виходить з 2004 року. Наклад — 1000 примірників, основна його частина йде в бібліотеки, підпорядковані управлінням культури та освіти. 

Журнал друкує твори письменників та журналістів Вінниччини, найкращі зразки художньої вітчизняної та зарубіжної літератури; приділяє велику увагу краєзнавчим та мистецьким дослідженням; підтримує обдаровану творчу молодь; розповідає про роботу органів місцевого самоврядування та виконавчої влади області в соціальній, економічній, правовій, культурній, освітній, духовній та інших сферах.

## Тематичні рубрики
- поетична — «Високий штиль»;
- прозова — «Життя і проза»;
- мистецька — «Сьоме небо»;
- історико-краєзнавча — «Простір часу»;
- літературно-критична — «Post Scriptum»;
- гумористично-сатирична — «Перо жарт-птиці»;
- дитяча — «Окрайчик».

## Премія журналу
Разом із Вінницьким земляцтвом у місті Києві редакцією журналу у 2006 році заснована літературна премія імені Михайла Стельмаха за найкращі публікації в жанрі поезії, прози, публіцистики.

## Додаткові проекти
У 2012 році започаткована бібліотечка журналу «Вінницький край», у якій друкуються твори авторів часопису.

## Головні редактори
- Гордійчук Петро Григорович (2004—2012);
- Вітковський Вадим Миколайович (від 2012 р.).[4]